# Crossodactylus grandis
Espèce
Synonymes
- Crossodacytlus dispar grandis Lutz, 1951

Statut de conservation UICN

 DD  : Données insuffisantes
Crossodactylus grandis est une espèce d'amphibiens de la famille des Hylodidae.

## Répartition
Cette espèce est endémique du Brésil. Elle se rencontre entre 2 000 et 2 200 m d'altitude, :
- dans la Serra de Itatiaia dans l'État de Rio de Janeiro ;
- dans la Serra da Bocaina dans l'État de São Paulo.

## Publication originale
- Lutz, 1951 : Nota préevia sôobre alguns anfııbios anuros do alto. Itatiaia. O Hospital, vol. 39, no 5, p. 705–707.